# Waldemar Bastos
Waldemar Bastos (* 4. Januar 1954 in São Salvador do Congo; † 9. August 2020 in Lissabon) war ein angolanischer Sänger und Komponist.

## Biografie
Bastos wurde 1954 in São Salvador do Congo geboren. Seine musikalische Aktivität begann im Alter von sieben Jahren, als er das Akkordeon zu spielen lernte. Seine Eltern arbeiteten als mobile Krankenpfleger, die er oft begleitete. Er lernte so viel aus der traditionellen Musik Angolas kennen, aber auch über die beginnende Pop-Kultur. Mit seiner ersten Band, Jovial, spielte Waldemar Pop, Tangos, Walzer und andere Tanzmusik. Die politische Polizei der Portugiesen sperrte ihn kurz ein, weil er gegen die Situation im Lande ansang.
Nach der Unabhängigkeit Angolas 1975 wurde die Lage für Bastos nicht einfacher. Viele Künstler wurden ermordet, entweder, weil sie sich der politischen Kollaboration mit Movimento Popular de Libertação de Angola (MPLA) oder União Nacional para a Independência Total de Angola (UNITA) entzogen, oder sich diesbezüglich falsch entschieden. Waldemar Bastos wurde zwar von beiden Seiten sehr umworben, entzog sich jedoch beiden. Als er mit einer Kulturdelegation 1982 Portugal besuchte, flüchtete er. Er nutzte das Exil, um sich musikalisch weiterzuentwickeln. In Brasilien machte er seine ersten Aufnahmen. Bastos' Durchbruch und seine internationale Bekanntheit gelangen allerdings erst mit dem Album Pretaluz, das in New York von dem Musiker Arto Lindsay produziert wurde und beim 1998 Label Luaka Bop erschien. Dessen Gründer, David Byrne, war schon einige Jahre zuvor auf die Musik des Angolaners aufmerksam geworden. So enthielt die 1995 veröffentlichte Compilation Adventures In Afropea 3: Telling Stories To The Sea einen Song von Waldemar Bastos.
Kurz nach dem Ende des Bürgerkrieges in Angola 2002 gab Bastos in Luanda „als musikalischer Ehrengast der Regierung“ im Nationalstadion ein gefeiertes und ausverkauftes Konzert von nationaler Tragweite mit diesen Liedern.
Waldemar Bastos erlag 66-jährig einer Krebserkrankung.

## Diskografie
- 1988: Estamos Juntos
- 1990: Angola Minha Namorada
- 1992: Pitanga Madura
- 1998: Pretaluz
- 2005: Renascence
- 2010: Classics of My Soul